# فرد ماركوس
فرد ماركوس هو دراج كندي، ولد في 1937.

## وصلات خارجية
- فرد ماركوس على موقع إحصائيات الدراجات الإحترافية (الإنجليزية)
- فرد ماركوس على موقع أوليمبيديا (الإنجليزية)